# Archford Gutu
Archford Gutu (n. Zimbabue, 5 de agosto de 1993) y es un futbolista zimbabueño. Juega de mediocampista y actualmente milita en el Kalmar FF de la Allsvenskan de Suecia. Es actual seleccionado de su país, donde hasta ahora ha jugado 5 partidos.

## Clubes
| Club           | País      | Año           |
| -------------- | --------- | ------------- |
| CAPS F.C.      | Zimbabue  | 2007 - 2008   |
| Shooting Stars | Zimbabue  | 2009          |
| Ajax Cape Town | Sudáfrica | 2009-2010     |
| Dynamos Harare | Zimbabue  | 2010-2011     |
| Kalmar FF      | Suecia    | 2012-presente |